# Cameflex
Caméflex — профессиональный киносъёмочный аппарат с зеркальным обтюратором, выпускавшийся французской компанией Éclair с 1947 года. В США эта камера известна под названием Camérette. Оригинальная модель CM3 рассчитана только на 35-мм киноплёнку, а в 1950 году выпущена двухформатная модификация, допускающая съёмку как на стандартную, так и на узкую 16-мм плёнку. В последнем случае на аппарат устанавливалась кадровая рамка соответствующего размера, и использовались другие кассеты.

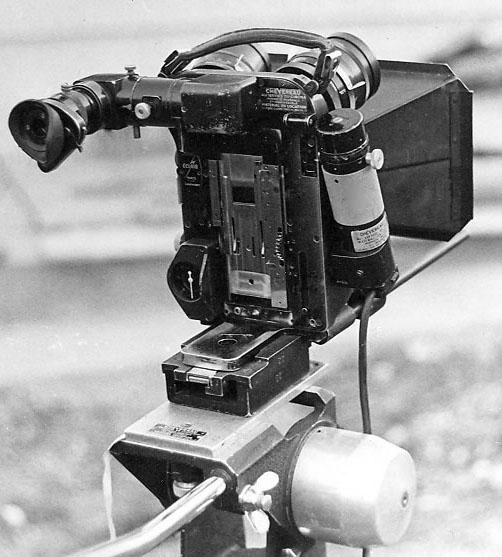
Аппарат Caméflex со снятой кассетой

## Технические особенности
Разработчик «Камефлекса» Андре Кутан (фр. André Coutant) продолжил тенденцию, заданную в 1937 году немецкой камерой Arriflex 35 с полноценным сквозным визиром и возможностью съёмки с рук. Главной отличительной особенностью французского аппарата стали уникальные для своего времени быстросменные кассеты магазинного типа. Каждая кассета имела компактную полуторную конструкцию и содержала почти весь лентопротяжный тракт, включая зубчатые барабаны, ролики и задние салазки разъёмного фильмового канала. Размер обеих петель киноплёнки задавался при её заправке в кассету, которую при перезарядке аппарата требовалось только вдвинуть в гнездо корпуса. 
В головке камеры располагался только двухсторонний двухзубый грейферный механизм без контргрейфера и передние салазки фильмового канала. Благодаря этому, замена кассеты занимала несколько секунд, что очень важно в условиях хроникальной съёмки. При этом «Камефлекс» очень хорошо оснащён, обладая зеркальным обтюратором с переменным углом раскрытия, поворотной на 360° лупой с оптической компенсацией вращения изображения, а также револьверной головкой на 3 сменных объектива. Гнёзда для объективов выполнены расходящимися, благодаря чему даже самые крупные оправы не мешают друг другу, и возможна беспрепятственная съёмка широкоугольной оптикой. Перед объективами на штангах мог устанавливаться компендиум и держатель для светофильтров.
Основным типом привода был электродвигатель постоянного тока, выполнявший также роль рукоятки. Для своей эпохи камера стала революционной, поскольку обеспечивала профессиональные возможности при очень высокой мобильности, позволяя снимать без штатива в свободном движении. За возможность съёмок живой жизни вне студийного павильона камеру очень любили режиссёры новой волны, в том числе Жан-Люк Годар, снявший «Камефлексом» картину «На последнем дыхании». Рене Клер и Марсель Карне успешно использовали эту же камеру для съёмки своих картин «Красота дьявола» и «Мария из порта», а Франсуа Трюффо отснял ей свой дебютный «Четыреста ударов». «Камефлекс» получил признание и в Голливуде: Орсон Уэллс снимал им свой «Процесс», а Коппола использовал для съёмки некоторых боевых эпизодов в «Апокалипсисе сегодня». Единственным недостатком аппарата был неустранимый шум, неприемлемый при синхронной съёмке. Однако, на этот случай для камеры фирма предлагала звукозаглушающий бокс Caméblimp.
Ближайший аналог французской кинокамеры выпускался с 1954 года в СССР под названием «Конвас-автомат». Общая компоновка и основные элементы конструкции советского аппарата аналогичны «Камефлексу» и не встречаются ни в каких других камерах тех лет. Быстросменные кассеты магазинного типа обоих аппаратов уникальны и их устройство у первой модели «Конваса» 1КСР почти идентично французским той же ёмкости. Однако, из-за упрощённой конструкции лупы «Конвас» не мог опираться на плечо, и вся его тяжесть приходилась на руки кинооператора, исключая использование тяжёлой оптики без штатива. Кроме того, советская камера не снабжалась боксом, хотя шумела так же сильно. Несмотря на недостаточную точность перемещения киноплёнки из-за отсутствия контргрейфера, «Камефлекс» использовался в разных странах до конца 1980-х годов, превосходя большинство аналогов по мобильности, универсальности и пригодности для съёмки в тесных помещениях и с движения. В 1949 году камера получила бокс для подводной съёмки и вместе с ним новое название Aquaflex.